# Coeficient de Poisson

Eixamplament per efecte Poisson del plànol longitudinal mitjà d'un prisma comprimit al llarg del seu eix, el grau d'eixamplament depèn del coeficient de Poisson, en aquest cas s'ha utilitzat

El coeficient de Poisson (denotat mitjançant la lletra grega {\displaystyle \nu }) és una constant elàstica que proporciona una mesura de l'estrenyiment de secció d'un prisma de material elàstic lineal i isòtrop quan s'estira longitudinalment i s'aprima en les direccions perpendiculars a la d'estirament. El nom d'aquest coeficient és en honor del físic francès Simeon Poisson.

## Materials isòtrops
Si s'agafa un prisma mecànic fabricat en el material el coeficient de Poisson del qual pretenem mesurar i se sotmet aquest prisma a una força de tracció aplicada sobre les seves bases superior i inferior, el coeficient de Poisson es pot mesurar com: la raó entre l'escurçament d'una longitud situada en un pla perpendicular a l'adreça de la càrrega aplicada, dividit en l'allargament longitudinal produït. Aquest valor coincideix igualment amb el quocient de deformacions, de fet la fórmula usual per al coeficient de Poisson és:
{\displaystyle \nu =-{\frac {\varepsilon _{trans}}{\varepsilon _{long}}}} o {\displaystyle \nu =-{\frac {\frac {\Delta D}{D_{o}}}{\frac {\Delta L}{L_{o}}}}}
On ε és la deformació.
Per a un material isòtrop elàstic perfectament incompressible, aquest és igual a 0,5. La major part dels materials pràctics en l'enginyeria ronden entre 0,0 i 0,5, encara que existeixen alguns materials composts anomenats materials auxètics que tenen un coeficient de Poisson negatiu. Termodinàmicament pot provar-se que tot material té coeficients de Poisson en l'interval (-1, 0,5), atès que l'energia elàstica de deformació (per unitat de volum) per a qualsevol material isòtrop al voltant del punt d'equilibri (estat natural) pot escriure's aproximadament com:
{\displaystyle \varepsilon _{def}\approx \varepsilon _{def}+K\left(\sum _{i}\epsilon _{ii}\right)^{2}+G\sum _{i,j}\left(\varepsilon _{ik}-{\frac {\delta _{ij}\varepsilon V}{3}}\right)^{2}+o(\epsilon _{ij}^{3})}
L'existència d'un mínim relatiu de l'energia per a aquest estat d'equilibri requereix:
{\displaystyle K={\frac {E}{3(1-2\nu )}}>0}
{\displaystyle G={\frac {E}{2(1+\nu )}}>0}
Aquesta última condició només es pot complir si el coeficent de Poisson compleix {\displaystyle -1<\nu <0,5}

### Llei de Hooke generalitzada
Coneixent l'anterior es pot concloure que en deformar-se un material en una direcció produirà deformacions sobre els altres eixos, la qual cosa al seu torn produirà esforços en tots els eixos. Pel que és possible generalitzar la llei de Hooke com:
{\displaystyle {\begin{cases}\varepsilon _{x}={\frac {1}{E}}[\sigma _{x}-\nu (\sigma _{y}+\sigma _{z})]\\\varepsilon _{y}={\frac {1}{E}}[\sigma _{y}-\nu (\sigma _{x}+\sigma _{z})]\\\varepsilon _{z}={\frac {1}{E}}[\sigma _{z}-\nu (\sigma _{x}+\sigma _{y})]\end{cases}}}

## Materials ortòtrops
Per a materials ortotròpics (com la fusta), el quocient entre la deformació unitària longitudinal i la deformació unitària transversal depèn de la direcció d'estirament, pot comprovar-se que per a un material ortòtrop el coeficient de Poisson aparent pot expressar-se en funció dels coeficients de Poisson associats a tres direccions mútuament perpendiculars. De fet entre les dotze constants elàstiques habituals que defineixen el comportament d'un material elàstic ortòtrop, només nou d'elles són independents, ja que han de complir-se les restriccions entre els coeficients de Poisson principals i els mòduls de Young principals:
{\displaystyle {\frac {\nu _{yx}}{E_{y}}}={\frac {\nu _{xy}}{E_{x}}}}
{\displaystyle {\frac {\nu _{zx}}{E_{z}}}={\frac {\nu _{xz}}{E_{x}}}}
{\displaystyle {\frac {\nu _{zy}}{E_{z}}}={\frac {\nu _{yz}}{E_{y}}}}

## Valors per a diversos materials
El coeficient de Poisson és adimensional. Per veure el valor del coeficient de Poisson per a diversos materials consultar els valors del coeficient de Poisson de l'Annex:Constants elàstiques de diferents materials.